# Arninge
Arninge – miejscowość (tätort) w Szwecji, w regionie administracyjnym (län) Sztokholm, w gminie Täby.
Według danych Szwedzkiego Urzędu Statystycznego liczba ludności wyniosła: 295 (31 grudnia 2015), 1354 (31 grudnia 2018) i 1731 (31 grudnia 2019).